# Arturo Lona Reyes
Arturo Lona Reyes (Aguascalientes, 1º novembre 1925 – Lagunas, 31 ottobre 2020) è stato un vescovo cattolico messicano.

## Biografia
Arturo Lona Reyes nacque ad Aguascalientes il 1º novembre 1925 ed era il terzo dei sette fratelli di Fructuoso Lona Gutiérrez, ferroviere e falegname, e di Dolores Reyes Jasso, casalinga. Crebbe nella sua città natale e a Acámbaro e Guanajuato.

### Formazione e ministero sacerdotale
Compì gli studi per il sacerdozio nei seminari di Aguascalientes e di Huejutla de Reyes.
Il 15 agosto 1952 fu ordinato presbitero. Iniziò il ministero pastorale nelle parrocchie di Tamazunchale e San Luis Potosí. Nella sua prima parrocchia fondò la scuola "Fray Pedro de Gante".
Aveva l'abitudine di indossare una camicia bianca, blue jeans, sandali huaraches e una grande croce di legno sul petto.

### Ministero episcopale
Il 4 maggio 1971 papa Paolo VI lo nominò vescovo di Tehuantepec. Ricevette l'ordinazione episcopale il 15 agosto successivo nella cattedrale di San Pietro a Tehuantepec dal vescovo titolare di Boseta Manuel Jerónimo Yerena y Camarena, co-consacranti il vescovo di Huejutla Sefafín Vásquez Elizalde e quello di Tapachula Bartolomé Carrasco Briseño. Durante la stessa celebrazione prese possesso della diocesi.
Subito dopo l'ordinazione intraprese una visita alle parrocchie della diocesi per conoscere la loro realtà. Molte di esse potevano essere raggiunte solo a piedi o a cavallo.
Attraverso il centro pastorale diocesano condusse corsi di formazione per catechisti, operatori pastorali e formò comunità ecclesiali di base.
Aveva una visione radicale della situazione sociale della diocesi. I suoi insegnamenti e le sue convinzioni erano basati su quelli sposati nel Concilio Vaticano II e includevano la ricerca di una "Chiesa popolare", in grado di assistere i poveri e di facilitare la giustizia sociale. Nel 1972 divenne presidente della commissione episcopale per i popoli indigeni. Fu anche presidente del Centro nazionale per il sostegno alle missioni indigene per due mandati. A beneficio dei produttori locali, fondò due cooperative agricole, una che esportava caffè biologico in Europa e un'altra per vendere sesamo, i cui profitti vengono divisi equamente tra i soci. Era famoso per aver fornito sostegno alle popolazioni indigene che resistevano a progetti minerari, eolici e di deforestazione sulla loro terra. Fondò l'Università indigena per offrire un pieno inserimento sociale alle popolazioni locali e una clinica per offrire ai poveri cure tradizionali o di base.
Il 29 giugno 1995 fu vittima di un tentativo di omicidio da parte di uomini armati. Si ritiene che sia stato preso di mira a causa del suo ruolo di presidente fondatore del Centro per i diritti umani "Tepeyac" di Tehuantepec. Nel corso della sua vita fu attaccato fisicamente undici volte.
Nel 1998 la Santa Sede gli chiese di dimettersi. Questo fu il culmine di diversi anni in cui fu accusato di essere un guerrigliero e un assassino marxista. I suoi oppositori lo accusarono infatti di essere impegnato in operazioni con armi da fuoco, fomentando l'instabilità politica e aiutando i movimenti di guerriglia. Queste accuse derivavano dal sostegno dimostrato alla Coalición Obrera, Campesina, Estudiantil del Istmo (COCEI), sostegno che il governo riteneva influenzasse direttamente la rapida crescita del gruppo. Ad esempio, nel maggio del 1979, le famiglie dei membri della COCEI fatti prigionieri chiesero al vescovo di aiutarle a ottenere il loro rilascio, cosa che il governo non considerò favorevolmente. In risposta all'apparentemente stretta relazione tra Lona Reyes e la COCEI, il governo chiuse le chiese ed espulse i lavoratori diocesani. Il governo, tuttavia, non fornì alcuna prova per dimostrare un collegamento diretto tra il vescovo e le azioni del COCEI.
In risposta alle accuse, Lona Reyes affermò che gli era stato chiesto di dimettersi a causa del suo sostegno alla teologia della liberazione, che sosteneva la libertà economica e politica come mezzo per garantire la libertà spirituale. Proseguì affermando che papa Giovanni Paolo II e l'arcivescovo Girolamo Prigione, il nunzio apostolico in Messico, stavano tentando di sostituire tutti i vescovi messicani che sostenevano la teologia della liberazione, affermando che 86 dei 100 vescovi a quel tempo erano stati sostituiti. Lona Reyes continuò a proclamare che si sarebbe dimesso solo se il pontefice glielo avesse richiesto personalmente in presenza di due testimoni. In seguito affermò:
In risposta alle accuse di Lona Reyes, il nuovo nunzio apostolico, monsignor Justo Mullor García, gli richiese le dimissioni citando il diritto canonico secondo il quale un vescovo deve presentare la rinuncia al governo pastorale della diocesi al raggiungimento dei 75 anni, un'età ormai prossima per Lona Reyes a quell'epoca. Un'ulteriore accusa che fu avanzata da monsignor Prigione affermava che Lona Reyes non aveva presentato rapporti alla Santa Sede dal 1971.
Il 25 novembre 2000 papa Giovanni Paolo II accettò la sua rinuncia al governo pastorale della diocesi per raggiunti limiti di età.
Nel 2008 ricevette il 16º premio nazionale per i diritti umani "Don Sergio Méndez Arceo".
A metà ottobre 2020 fu ricoverato all'ospedale Médica Azul di Lagunas per un disturbo alla colonna vertebrale. Il terzo di ricovero gli fu diagnosticato il COVID-19, una malattia per lui pericolosa in quanto già affetto da diabete. Morì di COVID-19 il 31 ottobre 2020 all'età di 94 anni. Lo stesso giorno la sua salma fu cremata. L'urna con le ceneri fu posta in una vetrinetta davanti all'altare maggiore della cattedrale di Tehuantepec fino alle esequie che si tennero il 3 novembre.

## Genealogia episcopale
La genealogia episcopale è:
- Cardinale Scipione Rebiba
- Cardinale Giulio Antonio Santori
- Cardinale Girolamo Bernerio, O.P.
- Arcivescovo Galeazzo Sanvitale
- Cardinale Ludovico Ludovisi
- Cardinale Luigi Caetani
- Cardinale Ulderico Carpegna
- Cardinale Paluzzo Paluzzi Altieri degli Albertoni
- Papa Benedetto XIII
- Papa Benedetto XIV
- Cardinale Enrique Enríquez
- Arcivescovo Manuel Quintano Bonifaz
- Cardinale Buenaventura Córdoba Espinosa de la Cerda
- Cardinale Giuseppe Maria Doria Pamphilj
- Papa Pio VIII
- Papa Pio IX
- Arcivescovo José María Ignacio Montes de Oca y Obregón
- Arcivescovo Próspero María Alarcón y Sánchez de la Barquera
- Arcivescovo Francisco Orozco y Jiménez
- Cardinale José Garibi y Rivera
- Vescovo Manuel Jerónimo Yerena y Camarena
- Vescovo Arturo Lona Reyes